# Jakub Holuša
Jakub Holuša (* 20. Februar 1988 in Opava, Tschechoslowakei) ist ein tschechischer Leichtathlet, der in Mittelstreckenläufen antritt. Er ist unter anderem zweifacher Hallenvizeweltmeister.

## Sportliche Laufbahn
Jakub Holuša trat in den Anfängen seiner Karriere zunächst im Hindernislauf an. Bereits 2005 gewann er mit 17 Jahren den tschechischen U23-Meistertitel über die 3000-Meter-Distanz. Bei den U18-Weltmeisterschaften in Marrakesch waren insgesamt 2000 Meter zu absolvieren. Holuša erreichte dabei das Finale und belegte in einer Zeit von 5:43,39 min den siebten Platz. Ab der darauffolgenden Saison trat er neben den Hindernis- bereits auch in Mittelstreckenläufen an. Bei den U20-Europameisterschaften 2007 in Hengelo startete er letztmals im Hindernislauf bei internationalen Meisterschaften und konnte das 3000-Meter-Rennen in 8:50,30 min gewinnen. Im Frühjahr 2008 nahm er bei den Hallenweltmeisterschaften in Valencia erstmals an internationalen Meisterschaften bei den Erwachsenen teil. Dort trat er im 800-Meter-Lauf an und belegte den 24. Platz. Im Laufe der Saison erfüllte er die Qualifikation für die Olympischen Spiele in Peking. Dort schied er im Vorlauf aus.
Bei den U23-Europameisterschaften in Kaunas 2009 trat er sowohl über 800, als auch über 1500 Meter an. Über die 800 Meter schied er im Vorlauf aus. Besser lief es für ihn auf der längeren Distanz. Dort konnte er in 3:51,46 min die Bronzemedaille gewinnen. 2010 belegte er bei den Hallenweltmeisterschaften in Doha den fünften Platz über 800 Meter. Die gleiche Platzierung konnte er bei den Europameisterschaften im Sommer in Barcelona erreichen. Im Frühjahr 2011 trat er über 1500 Meter bei den Halleneuropameisterschaften in Paris an, die er ebenfalls auf dem fünften Platz beendete. 2012 feierte Holuša mit dem Gewinn der Silbermedaille bei den Hallenweltmeisterschaften in Istanbul seinen bis dahin größten sportlichen Erfolg über 800 Meter. Im Sommer erzielte er erneut zwei fünfte Plätze bei den Europameisterschaften in Helsinki. Nach dem fünften Platz über 800 Meter, erreichte er diese Platzierung auch mit der tschechischen 4-mal-400-Meter-Staffel. Den Saisonhöhepunkt, in Form der Olympischen Spiele in London, kam er als Vierter in seinem Lauf nicht über den Vorlauf hinaus.
Die Saison 2013 nutzte er als Übergangssaison, um sich dann ab 2014 verstärkt auf den 1500-Meter-Lauf zu konzentrieren. Den ersten wichtigen Wettkampf nach der Umstellung, die Hallenweltmeisterschaften in Sopot, konnte er in 3:39,23 min als Fünfter beenden. Im März 2015 konnte er den Europameistertitel bei den Halleneuropameisterschaften in seiner tschechischen Heimat gewinnen. Mit seiner Siegerzeit von 3:37,68 min stellte er zudem einen neuen Nationalrekord auf. Weniger gut lief es für ihn bei den Weltmeisterschaften in Peking, bei denen er im Vorlauf ausschied. Bei den Hallenweltmeisterschaften in Portland wurde er nach 2012 erneut Vizeweltmeister, diesmal über 1500 Meter. Im August erreichte er bei den Olympischen Spielen in Rio de Janeiro das Halbfinale, in dem er als Siebter in seinem Lauf ausschied.
2017 belegte er bei den Weltmeisterschaften in London in 3:34,89 min den fünften Platz. Im Juli 2018 stellte er in 3:32,49 min nach der Halle auch in der Freiluft einen neuen Landesrekord über die 1500 Meter auf. Einen Monat später schied er bei den Europameisterschaften in Berlin als Fünfter in seinem Vorlauf aus. Auch bei den Weltmeisterschaften 2019 in Doha kam er nicht über den Vorlauf hinaus.

## Wichtige Wettbewerbe
| Jahr                   | Veranstaltung               | Ort                    | Platz                  | Disziplin              | Zeit                   |
| Startet für Tschechien | Startet für Tschechien      | Startet für Tschechien | Startet für Tschechien | Startet für Tschechien | Startet für Tschechien |
| ---------------------- | --------------------------- | ---------------------- | ---------------------- | ---------------------- | ---------------------- |
| 2005                   | U18-Weltmeisterschaften     | Marrakesch             | 5.                     | 2000 m Hindernis       | 5:43,39 min            |
| 2007                   | U20-Europameisterschaften   | Hengelo                | 1.                     | 3000 m Hindernis       | 8:50,30 min            |
| 2008                   | Hallenweltmeisterschaften   | Valencia               | 24.                    | 800 m                  | 1:51,09 min            |
| 2008                   | Olympische Spiele           | Peking                 | 41.                    | 800 m                  | 1:48,19 min            |
| 2009                   | U23-Europameisterschaften   | Kaunas                 | 9.                     | 800 m                  | 1:49,63 min            |
| 2009                   | U23-Europameisterschaften   | Kaunas                 | 3.                     | 1500 m                 | 3:51,46 min            |
| 2010                   | Hallenweltmeisterschaften   | Doha                   | 5.                     | 800 m                  | 1:47,28 min            |
| 2010                   | Europameisterschaften       | Barcelona              | 5.                     | 800 m                  | 1:47,45 min            |
| 2011                   | Halleneuropameisterschaften | Paris                  | 5.                     | 1500 m                 | 3:41,57 min            |
| 2012                   | Hallenweltmeisterschaften   | Istanbul               | 2.                     | 800 m                  | 1:48,62 min            |
| 2012                   | Europameisterschaften       | Helsinki               | 5.                     | 800 m                  | 1:48,99 min            |
| 2012                   | Europameisterschaften       | Helsinki               | 5.                     | 4 × 400 m              | 3:02,72 min            |
| 2012                   | Olympische Spiele           | London                 | 28.                    | 800 m                  | 1:46,87 min            |
| 2014                   | Hallenweltmeisterschaften   | Sopot                  | 5.                     | 1500 m                 | 3:39,23 min            |
| 2015                   | Halleneuropameisterschaften | Prag                   | 1.                     | 1500 m                 | 3:37,68 min            |
| 2015                   | Weltmeisterschaften         | Peking                 | 30.                    | 1500 m                 | 3:43,66 min            |
| 2016                   | Hallenweltmeisterschaften   | Portland               | 2.                     | 1500 m                 | 3:44,30 min            |
| 2016                   | Olympische Spiele           | Rio de Janeiro         | 17.                    | 1500 m                 | 3:40,83 min            |
| 2017                   | Weltmeisterschaften         | London                 | 5.                     | 1500 m                 | 3:34,89 min            |
| 2018                   | Hallenweltmeisterschaften   | Birmingham             | 10.                    | 1500 m                 | 3:45,84 min            |
| 2018                   | Europameisterschaften       | Berlin                 | 24.                    | 1500 m                 | 3:49,82 min            |
| 2019                   | Weltmeisterschaften         | Doha                   | 32.                    | 1500 m                 | 3:39:79 min            |

## Persönliche Bestleistungen
Freiluft
- 800 m: 1:45,18 min, 11. Mai 2012, Doha
- 1000 m: 2:16,79 min, 17. Juni 2014, Ostrava
- 1500 m: 3:32,49 min, 20. Juli 2018, Monaco, (tschechischer Rekord)
- 3000 m: 7:51,39 min, 14. Mai 2017, Montgeron

Halle
- 800 m: 1:46,09 min, 31. Januar 2010, Karlsruhe
- 1000 m: 2:18,27 min, 17. Februar 2016, Stockholm, (tschechischer Rekord)
- 1500 m: 3:37,68 min, 8. März 2015, Prag,
- 3000 m: 7:53,21 min, 25. Februar 2014, Prag